# Фіргун
Фірґун (іврит : פירגון) — це неформальний сучасний єврейський термін та поняття в ізраїльській культурі, який доповнює когось або описує справжній, безкорисливий захват чи гордість за досягнення іншої людини. В іншому визначенні фірґун описується як щедрість духу, безкорислива, емпатична радість від того, що щось хороше сталося або могло статися з іншою людиною. Поняття не має однослівного еквівалента українською та англійською мовами. Інфінітивна форма слова лефарген означає змусити когось почувати себе добре без будь-яких прихованих мотивів. Ця відсутність негативу є невід'ємною частиною концепції фірґуну.

## Етимологія
Слово може бути простежено від слова на їдишу farginen (а когнат від німецького слова vergönnen). Порівняно сучасне доповнення до івриту, це слово спочатку вживалося в 1970-х роках та набирало обертів у наступні десятиліття. За словами Тамар Катрієль, професора комунікацій у Хайфському університеті, фірґун відрізняється від компліментів, оскільки мова йде про «спорідненість, яка є справжньою і не має порядку денного». Поняття фірґун можна знайти в талмудичному івриті, як аїн това або аїн яфа — «гарне око». Ці фрази не є загальновживаними в сучасному івриті.

## Міжнародний день фірґуну
У 2014 році ізраїльська некомерційна громадська група Made in JLM задумала створити «Міжнародний день фірґуну» — свято, яке відзначається щороку 17 липня, коли люди діляться компліментами або висловлюють щиру гордість за досягнення інших у соціальних мережах. Із метою сприяння проведенню свята, Made in JLM проводить маркетинговий хакатон протягом ночі напередодні 17 липня та онлайн—інструмент автоматичного створення Фірґуну декількома мовами, який називається Фірґунатор.